# یوری مایتوس
یوری مایتوس (انگلیسی: Yuliy Meitus; ۱۵ ژانویهٔ ۱۹۰۳ – ۲ آوریل ۱۹۹۷) آهنگساز اهل امپراتوری روسیه بود.
وی همچنین برندهٔ جوایزی همچون نشان پرچم سرخ کار و جایزه ملی شوچنکو شده‌است.